# 桑结嘉错

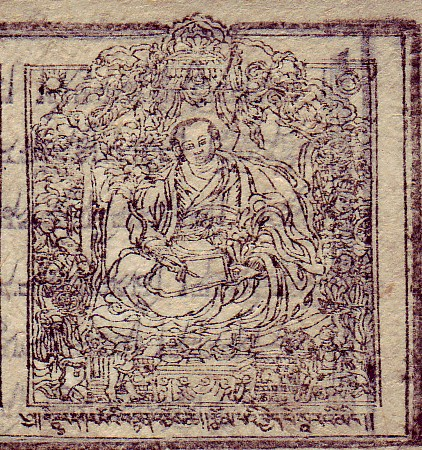
桑结嘉措画像

桑结嘉措（藏語：སངས་རྒྱས་རྒྱ་མཚོ།，威利转写：sangs rgyas rgya mtso，藏语拼音：Sangye Gyatso，1653年—1705年），姓仲麦巴，西藏学者、政治家。因长期担任甘丹頗章政權最高官员第巴（藏語：བདེ་སྲིད་，威利转写：sde srid，藏语拼音：Desi）一职，常被称为第巴桑结嘉措。

## 生平
桑结嘉措是第二任第巴陈列嘉措的侄儿。八岁时被送入布达拉宫修行，由五世达赖喇嘛亲自培养。他和准噶尔王子噶尔丹同为五世达赖喇嘛最为器重的两位弟子。
1676年，第巴罗桑图道辞职，众僧推荐桑结嘉措担任继任该职务，被他以年轻为由推辞了。1679年，第巴罗桑金巴辞职，在五世达赖喇嘛的要求下，桑结嘉措就任第五任第巴，当时年仅25岁。随后，五世达赖喇嘛将政务全部交给桑结嘉措，自己则闭关修炼，专心著书。
1682年，五世达赖圆寂。由于五世达赖在西藏的影响力非常高，且当时西藏正在与拉达克和不丹开战（拉达克战争），桑结嘉措依照五世达赖的遗愿，向外界隐瞒了其死讯长达十五年之久。在重要的场合与法会上，把达赖喇嘛的法衣放在宝座上。蒙古王公们坚持前来拜见时，则让长期跟随五世达赖的老僧德帕得瑞装扮成达赖喇嘛。达赖喇嘛的转世灵童仓央嘉措，则被桑结嘉措接到囊噶孜加，秘密进行培养。
蒙古和硕特部控制着西藏的军事大权。但自从1655年起势力就开始衰落了。桑结嘉措希望将之驱逐。当时桑结嘉措的师兄弟噶尔丹已经成为准噶尔汗国的大汗，他便与之结盟，支持准噶尔入侵喀尔喀蒙古。又以达赖喇嘛名义同清廷保持联系。1694年，清朝的康熙帝封桑结嘉措为“掌瓦赤喇怛喇达赖喇嘛教弘宣佛法王”，随后他便自称“土伯特国王”。
1697年，噶尔丹被清军打败，不久身亡，桑结嘉措遣使册封其继任者策妄阿拉布坦为浑台吉。桑结嘉措对外承认了五世达赖圆寂的消息，派人将仓央嘉措接到拉萨，立为第六世达赖喇嘛，并派夏仲·阿旺雄努向清廷通报。甘丹颇章政权隐瞒达赖逝世的消息如此之久，令康熙帝非常愤怒。他向甘丹颇章政权送出诏书，对此事进行谴责，此后甘丹颇章政权与清朝的关系恶化。后来，甘丹颇章政权又同准噶尔大汗策妄阿拉布坦发生了对立，致使外交上受到了孤立。1702年，野心勃勃的拉藏汗继承了和硕特大汗之位，使得甘丹颇章政权的处境更加危险。
1703年，桑结嘉措为了缓和甘丹颇章政权与和硕特汗国的关系，从第巴之位上退隐。其子阿旺仁钦继任第巴之位，但实权却仍旧掌控在桑结嘉措手中。驻扎青海的拉藏汗希望恢复固始汗的荣光，桑结嘉措认定他是重大威胁，派人对他进行下毒。1705年，拉萨举行默朗木祈愿大法会，拉藏汗将会来拉萨参加这场法会。桑结嘉措计划在拉藏汗与僧侣们会面的时候将其抓获并处决。这受到拉藏汗的经师华秀·俄昂宗哲（后被认定为第一世嘉木样呼图克图）强烈反对。然而，拉藏汗到达卫藏东北的那曲河畔时，突然停了下来，召集和硕特各部族的战士。1705年夏，拉藏汗率领三支部队抵达拉萨城下，其中一支由拉藏汗的妻子次仁扎西率领。桑结嘉措率兵抵抗，大败，损失了400人。
五世班禅喇嘛得知消息后前来调停。桑结嘉措意识到败局已定，放弃了抵抗。拉藏汗将他流放到贡嘎宗。然而拉藏汗的妻子次仁扎西不愿宽恕他，率兵将他追及逮捕，押至堆龙德庆宗处死。

## 贡献
桑结嘉措对历史、宗教、文化、医学、医药、天文、历算、法律等各方面都颇有研究，著作有《医学广论药师佛意庄严四续光明蓝琉璃》、《五世达赖喇嘛传》、《六世达赖仓央嘉措传》、《黄教史》、《法典明鉴》等二十余部。他还对《四部医典》进行整理和校注。他还是修建五世达赖喇嘛灵塔的负责人。

## 文学作品中的形象
桑结嘉措也是金庸武侠小说《鹿鼎记》中的一个人物。在该小说中，桑结是一位武功高强的喇嘛，图谋夺取四十二章经，后来为主人公韦小宝威逼利诱下跟韦氏以及蒙古王子葛尔丹的结义兄弟。